# Le Petit-Celland
 Le Petit-Celland es una población y comuna francesa, situada en la región de Baja Normandía, departamento de Mancha, en el distrito de Avranches y cantón de Brécey.

## Demografía
| 292 | 244 | 215 | 194 | 153 | 161 |
| Para los censos de 1962 a 1999 la población legal corresponde a la población sin duplicidades (Fuente: INSEE [Consultar]) |     |     |     |     |     |